# سائولی نینیسته
سائولی واینامو نینیسته (فنلاندی: Sauli Väinämö Niinistö؛ زادهٔ ۲۴ اوت ۱۹۴۸) یک سیاست‌مدار فنلاندی است که از سال ۲۰۱۲ تا ۲۰۲۴ به‌عنوان دوازدهمین رئیس‌جمهور فنلاند خدمت می‌کرد.

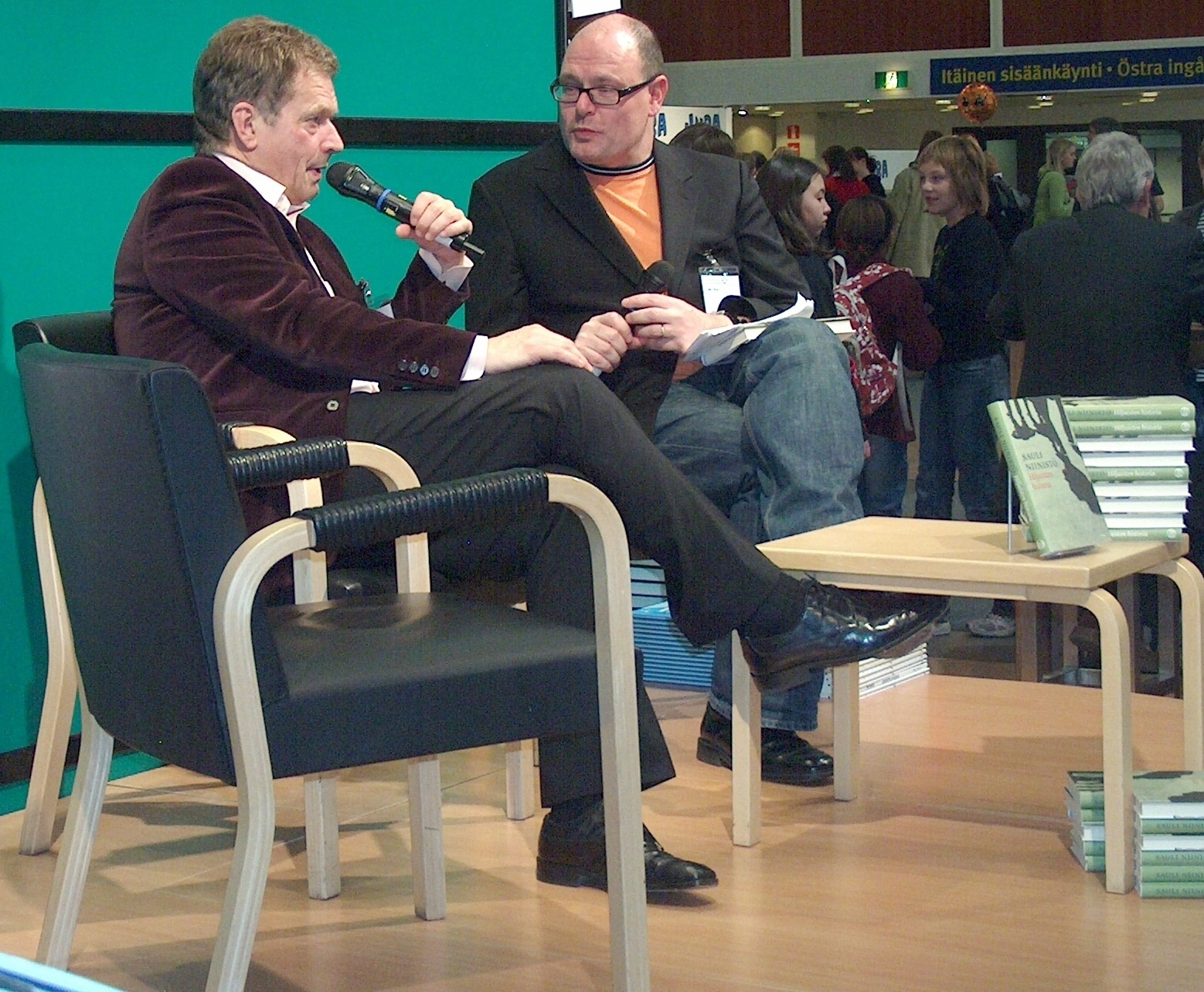
با سائولی نینیسته در نمایشگاه کتاب هلسینکی در سال ۲۰۰۷ مصاحبه ای انجام شد

## زندگی و تحصیلات
نینیسته در سال ۱۹۴۸ در سالو به دنیا آمد. والدین او مدیر سالن سئودون سانومت بودند. پدرخوانده او نیز، بنیانگذار سالوری بود.
نینیسته در سال ۱۹۶۷ میلادی از دبیرستان عادی سالو فارغ‌التحصیل شد و پس از آن برای تحصیل در دانشگاه تورکو رفت. از آنجا در سال ۱۹۷۴ با مدرک لیسانس حقوق فارغ‌التحصیل شد.

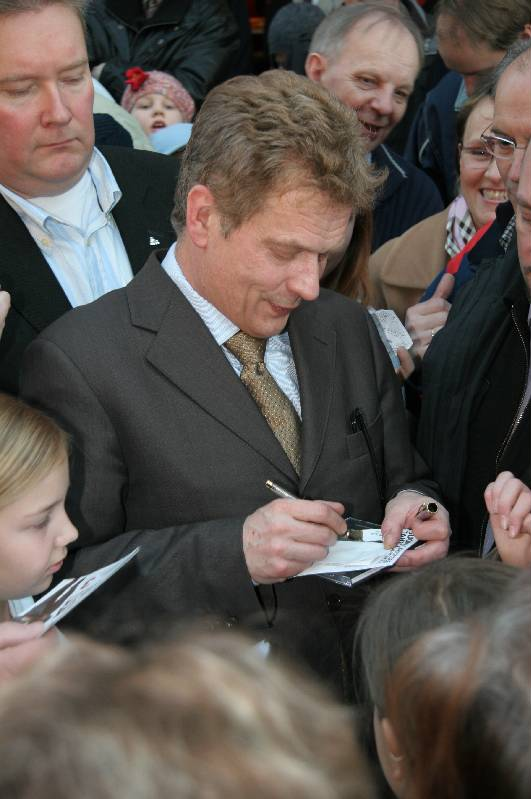
نینیسته

## ریاست‌جمهوری

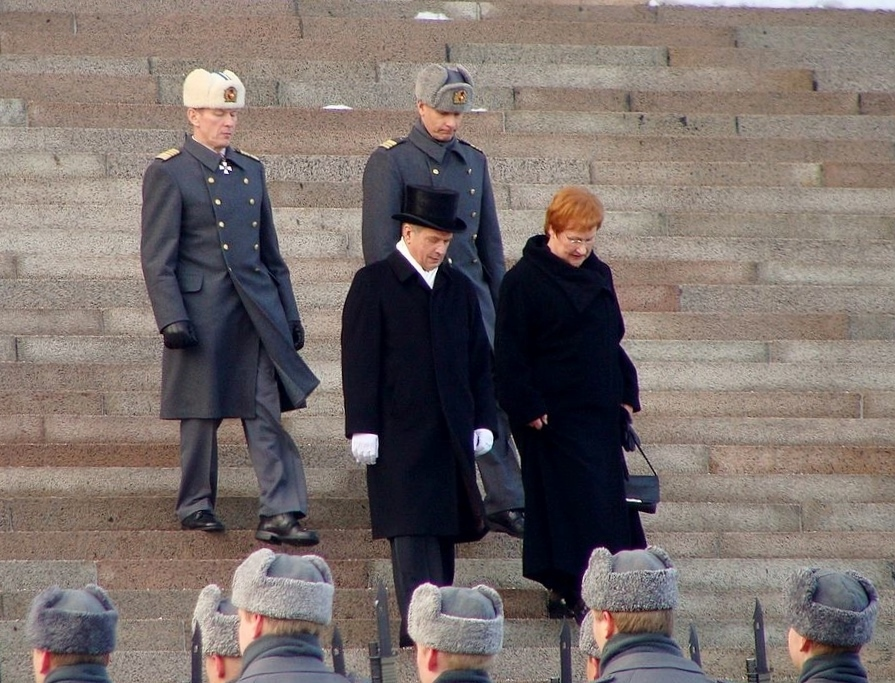
سائولی نینیسته در حال ترک پارلمان فنلاند پس از انتخاب به‌عنوان رئیس‌جمهور، همراه با تاریا هالونن در مارس ۲۰۱۲

سائولی نینیسته در آغاز ریاست‌جمهوری خود، متعهد شد که یک کارگروه ویژه با هدف جلوگیری از بیگانگی در میان جوانان کشور ایجاد کند. او نسبت به مشکلات مناطق روستایی کم جمعیت نیز ابراز نگرانی کرد. وی بر اهمیت درک متقابل میان دولت و پارلمان نیز تاکید کرد. او در نخستین سخنرانی‌اش از کسانی که از او در مبارزات انتخاباتی حمایت کردند و کسانی که با او مخالف بودند تشکر کرد. او گفت که نظرات متفاوت باید شنیده شود.
او در مه ۲۰۱۷ اعلام کرد که در انتخابات ریاست‌جمهوری فنلاند ۲۰۱۸، به‌عنوان نامزد مستقل شرکت خواهد کرد.
تا سال ۲۰۲۲ محبوبیت نینیسته در نظرسنجی‌ها 
۹۲ درصد  تخمین زده می‌شد. با وجود این محبوبیت، او درخواست یک جنبش مردمی برای سومین دوره ریاست‌جمهوری را رد کرد.

## زندگی شخصی
نینیسته در سال ۱۹۷۴ با همسر اول خود، مارجا-لینا (با نام خانوادگی آلانکو) ازدواج کرد و صاحب دو پسر شد. مارجا-لینا در ژانویه ۱۹۹۵ در یک تصادف رانندگی کشته شد. نینیستو در کتاب خود Viiden vuoden yksinäisyys (ترجمه: "پنج سال تنهایی") دربارهٔ زمان پس از مرگ همسر اولش نوشت.
در زمانی که او وزیر کابینه بود و به عنوان یک مردی که همسرش فوت شده‌است، رابطه عاشقانه ای با نماینده مجلس تانیا کارپلا، ملکه زیبایی سابق و بعداً وزیر فرهنگ داشت. حزب کارپلا در اپوزیسیون بود و نینیستو دومین مرد تأثیرگذار در دولت به حساب می‌آمد. در سال ۲۰۰۳ کارپلا و نینیستو نامزدی خود را اعلام کردند و این نامزدی در سال ۲۰۰۴ به پایان رسید.
در سال ۲۰۰۵، نینیسته با جنی هاوکیو، که در آن زمان برای حزب ائتلاف ملی کار می‌کرد ملاقات کرد. آنها بعداً با هم رابطه برقرار کردند اما این رابطه را تا زمان عروسی در ۳ ژانویه ۲۰۰۹ از عموم مخفی نگه داشتند. در اکتبر ۲۰۱۷، این زوج اعلام کردند که در انتظار یک فرزند هستند و متعاقباً صاحب یک پسر شدند که در فوریه ۲۰۱۸ به دنیا آمد.
نینیسته یکی از بازماندگان زلزله سال ۲۰۰۴ اقیانوس هند است. او با بالا رفتن از یک تیر برق به همراه پسرش، از سونامی متعاقب آن فرار کرد. نیینیستو یک مسیحی متدین و عضو کلیسای لوتری است.
نینیسته در اوقات فراغت خود از اسکیت لذت می‌برد و در زمستان اغلب هاکی روی یخ بازی می‌کند.
نینیسته علاوه بر زبان مادری خود به انگلیسی و سوئدی نیز صحبت می‌کند.

## دیدگاه‌ها

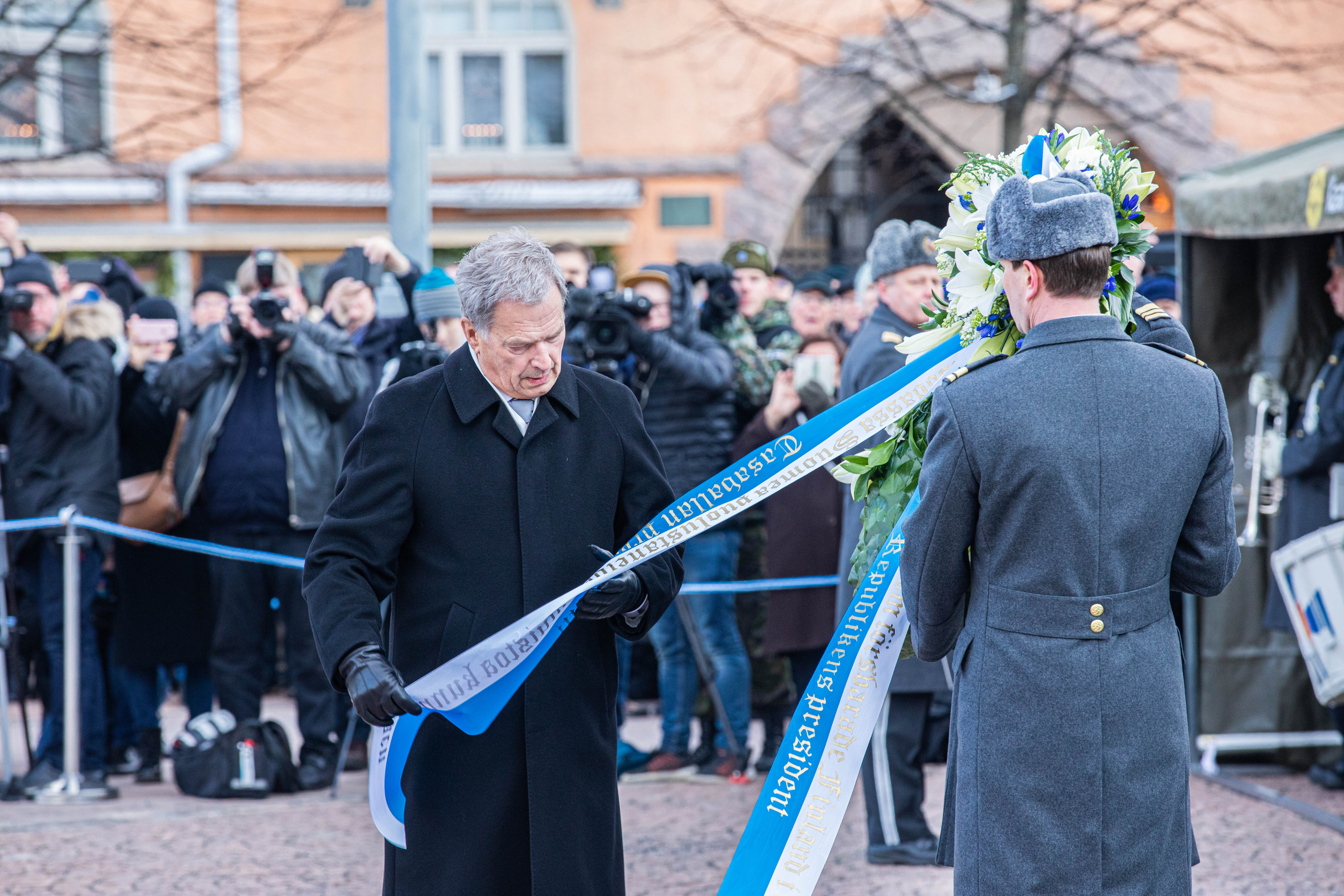
سائولی نینیسته در سالگرد آغاز جنگ زمستان در شنبه، ۳۰ نوامبر ۲۰۱۹

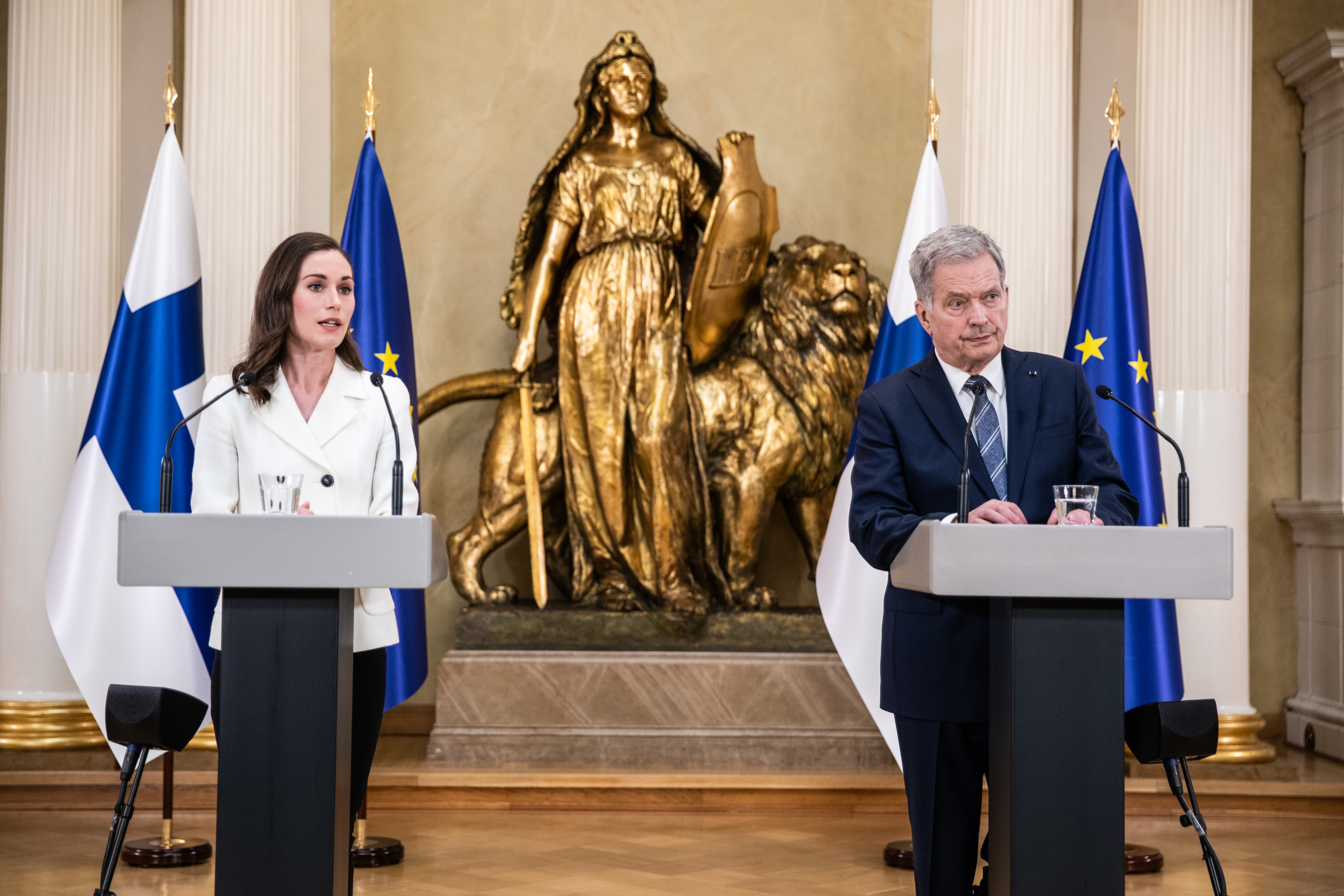
نخست‌وزیر سانا مارین و رئیس‌جمهور سائولی نینیسته در حال اعلام قصد فنلاند برای درخواست پیوستن به ناتو در ۱۵ مهٔ ۲۰۲۲.

نینیسته با حق رئیس‌جمهور برای عفو زندانیان مخالف است و تنها یک زندانی را در سال اول ریاست جمهوری خود عفو کرد. او مخالف ازدواج همجنس‌گرایان است، اما فکر می‌کند که زوج‌های همجنس باید حق فرزندخواندگی و نام خانوادگی مشترک داشته باشند. او تحت شرایط خاصی از اتانازی حمایت می‌کند. در دسامبر ۲۰۱۷، نینیسته اعلام کرد که فنلاند در شرایط فعلی نباید برای عضویت در ناتو درخواست دهد. به گفته نینیسته، فنلاند به عنوان یکی از اعضای ناتو، فرصت دور ماندن از بحران را از دست خواهد داد. با این حال، نینیستو اعلام کرد که در صورت بروز بحران بین روسیه و اتحادیه اروپا، فنلاند باید عضویت در ناتو را به صورت جدی در نظر بگیرد.